# Théo van Rysselberghe
Théophile "Théo" van Rysselberghe (Gante, 23 de noviembre de 1862 - Saint-Clair (Var), 14 de diciembre de 1926) fue un pintor y grabador belga, identificado con los movimientos artísticos de finales del siglo XIX (impresionismo, puntillismo, postimpresionismo, modernismo), entre los que cumplió una importante función de pivote. Fue asociado al movimiento denominado luminismo belga.

## Biografía
Estudió en la Académie des beaux-arts de Gante y en la de Bruselas, con Jean-François Portaels. Participó por primera vez en el Salón de Bruselas en 1881.

### Primeros viajes a Andalucía, Marruecos y Haarlem
Entre 1881 y 1883 viajó por España y Marruecos con Frantz Charlet y Darío de Regoyos, quedando impresionado por la pintura del Museo del Prado y las escenas cotidianas de Tánger. En Sevilla conoció a Constantin Meunier, que pintaba una copia del Descendimiento de Pedro de Campaña.
De vuelta en Bélgica, alcanzó un gran éxito en el Cercle Artistique Littéraire de Gante con treinta obras realizadas durante su viaje. En Bruselas fundó el grupo Les Vingt (Los veinte, 1883) con su amigo Octave Maus y otros pintores belgas; y en abril expuso con éxito en el Salon de L'Essor. Entabló amistad con el poeta Émile Verhaeren. En septiembre de 1883 viajó a Haarlem para estudiar el uso de la luz del maestro barroco holandés Frans Hals; allí conoció al pintor americano William Merritt Chase.

### Les XX
Théo van Rysselberghe fue uno de los cofundadores destacados del círculo artístico belga Les XX el 28 de octubre de 1883. Se trataba de un círculo de jóvenes artistas radicales, bajo el patrocinio, como secretario, del jurista y amante del arte de Bruselas Octave Maus (1856 –1919). Se rebelaron contra el academismo anticuado de la época y los estándares artísticos imperantes. Entre los miembros más notables se encontraban James Ensor, Darío de Regoyos, Willy Finch, Fernand Khnopff, Félicien Rops y, más tarde, Auguste Rodin. Esta pertenencia puso a van Rysselberghe en contacto con otros artistas radicales, como James Abbott McNeill Whistler, que había expuesto en Les XX en 1884. Su influencia como retratista se puede ver en el retrato de Van Rysselberghe de Octave Maus como un dandy (1885). Van Rysselberghe pintaría varios retratos de Octave Maus y su esposa entre 1883 y 1890.
En 1886, Verhaeren le prestentó a Paul Signac, que le introduce en el puntillismo y le aproxima a las ideas anarquistas, que le llevaron a colaborar con Les Temps nouveaux.

### Segundo viaje a Marruecos
En noviembre de 1883 partió de nuevo, junto con Frantz Charlet, hacia Tánger. Durante su estancia de un año, estuvo en constante correspondencia con Octave Maus, instándolo a aceptar varios nombres nuevos para la primera exposición de "Les XX": Constantin Meunier, Alfred Verwee, William Merritt Chase. (Lo había conocido en 1883 en Haarlem.) En abril de 1884 visitó Andalucía en compañía del pintor estadounidense John Singer Sargent y el caballero pintor Ralph Curtis. También los invitó a la exposición en Bruselas. Esta vez, van Rysselberghe intentó superarse a sí mismo. Su gran pintura exótica Fantasía árabe, tema introducido por Eugène Delacroix, es su obra más conocida de este período. Está bañado por la cruda luz del cálido sol marroquí. A partir de ahora, van Rysselberghe estaría obsesionado con la luz. Pero la falta de fondos lo obligó a regresar a Bélgica a fines de octubre de 1884.
En la segunda muestra de Les XX en 1885 Théo van Rysselberghe mostró su fantasía árabe y otras imágenes y pinturas de su segundo viaje a Marruecos, como Abraham Sicsu (intérprete en Tánger) (1884).

### Impresionismo
Sin embargo, sus siguientes retratos son en colores bastante tenues, utilizando diferentes gradaciones de negro o púrpura que contrastan con los colores claros: Jeanne y Marguerite Schlobach (1884), Octave Maus (1885), Camille Van Mons (1886), Marguerite Van Mons (1886) (para comparar con el Retrato de Gabrielle Braun (1886) de Fernand Khnopff).
Vio las obras de los impresionistas Monet y Renoir en la muestra de Les XX en 1886. Quedó profundamente impresionado. Experimentó con esta técnica, como se puede ver en Mujer con álbum japonés (1886). Esta influencia impresionista se hizo prominente en sus pinturas Madame Picard en su palco (1886) y Madame Oscar Ghysbrecht (1886) (pintadas en una paleta de colores brillantes). En 1887 pintó algunos paisajes marinos impresionistas en la costa belga: Het Zwin en marea alta (1887)
Debido a sus crecientes vínculos con la escena artística parisina, Octave Maus lo envió como buscador de talentos a París para buscar nuevos talentos para las próximas exposiciones de Les XX.

### Neoimpresionismo
Descubrió la técnica puntillista cuando vio La Grande Jatte de Georges Seurat en la octava exposición impresionista en París en 1886. Junto con Henry Van de Velde, Georges Lemmen, Xavier Mellery, Willy Schlobach y Alfred William Finch y Anna Boch, "importó" este estilo a Bélgica. Seurat fue invitado al siguiente salón de Les XX en Bruselas en 1887. Pero allí su La Grande Jatte fue fuertemente criticada por los críticos de arte como "un galimatías incomprensible aplicado al noble arte de la pintura".
Théo van Rysselberghe abandonó el realismo y se convirtió en un adepto del puntillismo. Esto le trajo a veces un fuerte conflicto con James Ensor. En 1887 van Rysselberghe ya experimentó con este estilo, como puede verse en sus Madame Oscar Ghysbrecht (1887) y Madame Edmond Picard (1887). Durante su estancia en el verano de 1887 unas semanas con Eugène Boch (hermano de Anna Boch) en Batignolles, cerca de París, conoció a varios pintores de la escena parisina como Sisley, Degas y especialmente Henri de Toulouse-Lautrec. Apreciaba especialmente el talento de Toulouse-Lautrec. Su retrato Pierre-Marie Olin (1887) se parece mucho al estilo de Toulouse-Lautrec de esa época. Consiguió invitar a varios de ellos, incluidos Signac, Forain y Toulouse-Lautrec, a la siguiente exposición de Les XX.

### Tercer viaje a Marruecos
En diciembre de 1887 fue invitado, junto con Edmond Picard, a acompañar a una delegación económica belga a Meknes, Marruecos. Durante estos tres meses realizó muchos bocetos a lápiz de color. También hizo un retrato del sultán Hassan I. De vuelta en Bruselas, comenzó a pintar sus impresiones, apoyándose en sus fotos, notas y bocetos. Su Campamento nómada (1887) es probablemente su primera obra neoimpresionista. En la Caravana en las montañas más allá de Schliat, la influencia de Seurat es inconfundible. Su Puerta de Mansour-El-Hay en Meknes (1887) y Marruecos (el gran zoco) (1887) también están pintadas en estilo puntillista, pero aún con trazos cortos y no con puntos. Estas se encuentran entre las raras pinturas puntillistas de Marruecos. Cuando terminó estas pinturas, terminó por completo con este período marroquí en su vida.
A partir de entonces se dedicó al retrato, lo que dio como resultado una serie de notables retratos neoimpresionistas.

### Puntillismo

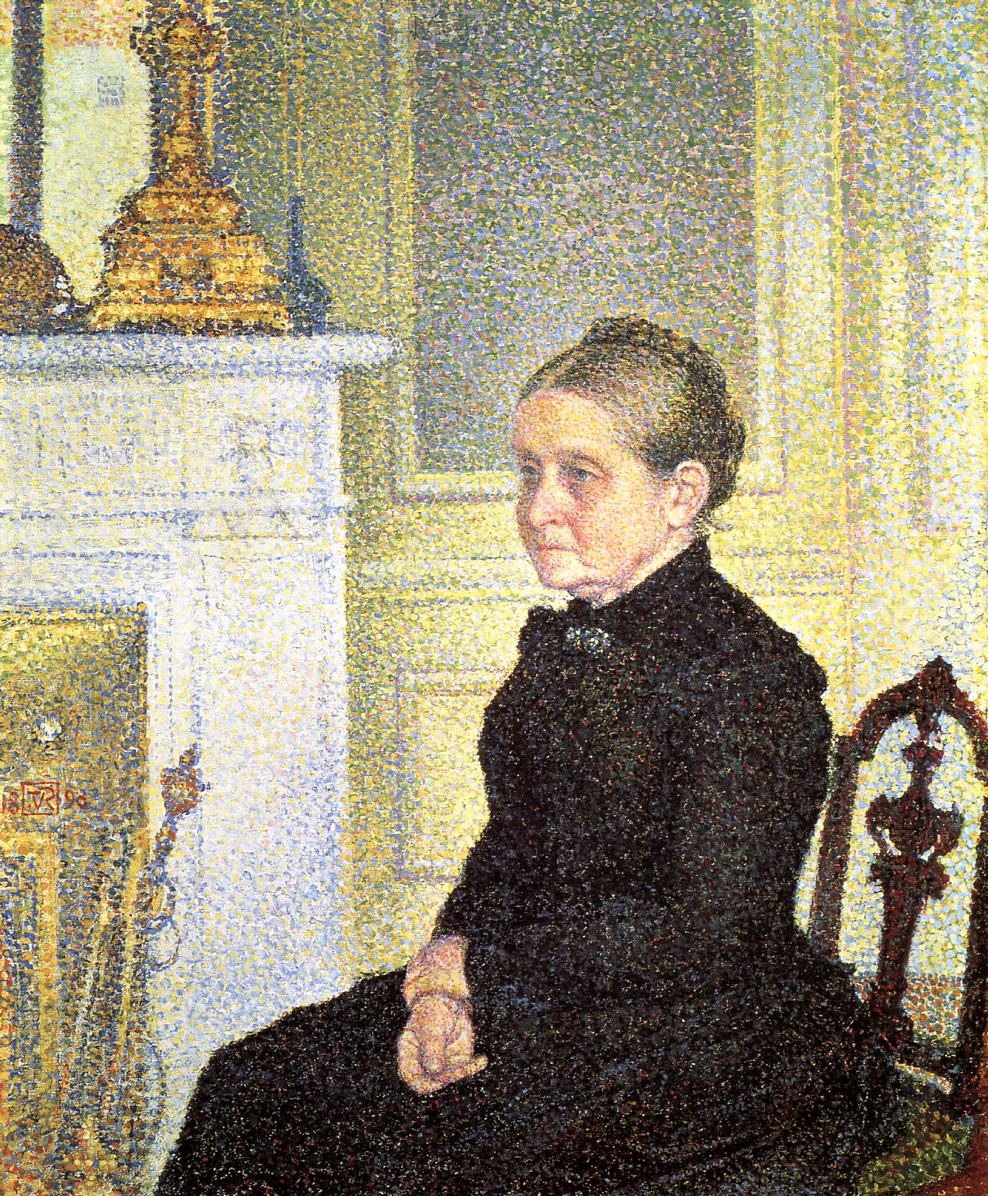
Madame Charles Maus, 1890.

Su famoso retrato de Alice Sèthe (1888) en azul y oro se convertiría en un punto de inflexión en su vida. Esta vez usó simplemente puntos en el retrato. Más tarde ella se casaría con el escultor Paul Dubois. Su hermana, Maria Sèthe, también modelo de van Rysselberghe, se casaría con el renombrado arquitecto Art Nouveau Henry Van de Velde. En ese período realizó muchos retratos neoimpresionistas, como el retrato de su esposa María y su hija Elisabeth. Se había casado con Marie Monnom en 1889. Se fueron de luna de miel al sur de Inglaterra y luego a Bretaña. Esto también daría lugar a una serie de pinturas neoimpresionistas. En París tuvo un encuentro con Theo Van Gogh y logró así invitar a Vincent van Gogh a la siguiente exposición en Bruselas. Ahí es donde Van Gogh vendió Vigne Rouge en Montmajour a Anna Boch, el único cuadro que vendió.
Además de los retratos, también pintó en este período muchos paisajes terrestres y marinos: "Dunas en Cadzand" (1893), "El arco iris" (1894).
En 1895 realizó largos viajes a Atenas y Constantinopla, Hungría, Rumania, Moscú y San Petersburgo para realizar carteles para la "Compagnie des Wagons-lits". Una obra famosa es el cartel "Royal Palace Hotel, Ostende" (1899).
En 1897, van Rysselberghe se trasladó a París. Junto con Paul Signac, Maximilien Luce, Aristide Delannoy, Alexandre Steinlen, Camille Pissarro, Van Dongen, George Willaume, etc., contribuyó a la revista anarquista Temps Nouveaux. [1]
En los últimos años de la década de 1890, Théo van Rysselberghe había alcanzado el clímax de su técnica neoimpresionista. Poco a poco abandonó el uso de puntos en sus retratos y paisajes y comenzó a aplicar trazos algo más amplios: El hipódromo de Boulogne-sur-Mer (1900) y el retrato de grupo Tarde de verano (1900), Mujeres jóvenes en la playa (1901), Niña con gorro de paja (1901), y La lectura (1903) (con el contraste entre el rojo y el azul).
Después de todos sus años como cazatalentos de Octave Maus, van Rysselberghe cometió el error de su vida: no reconoció el talento del joven Pablo Picasso (que estaba en su Período Azul en ese momento). Encontró sus obras "feas y poco interesantes".

### Últimos años

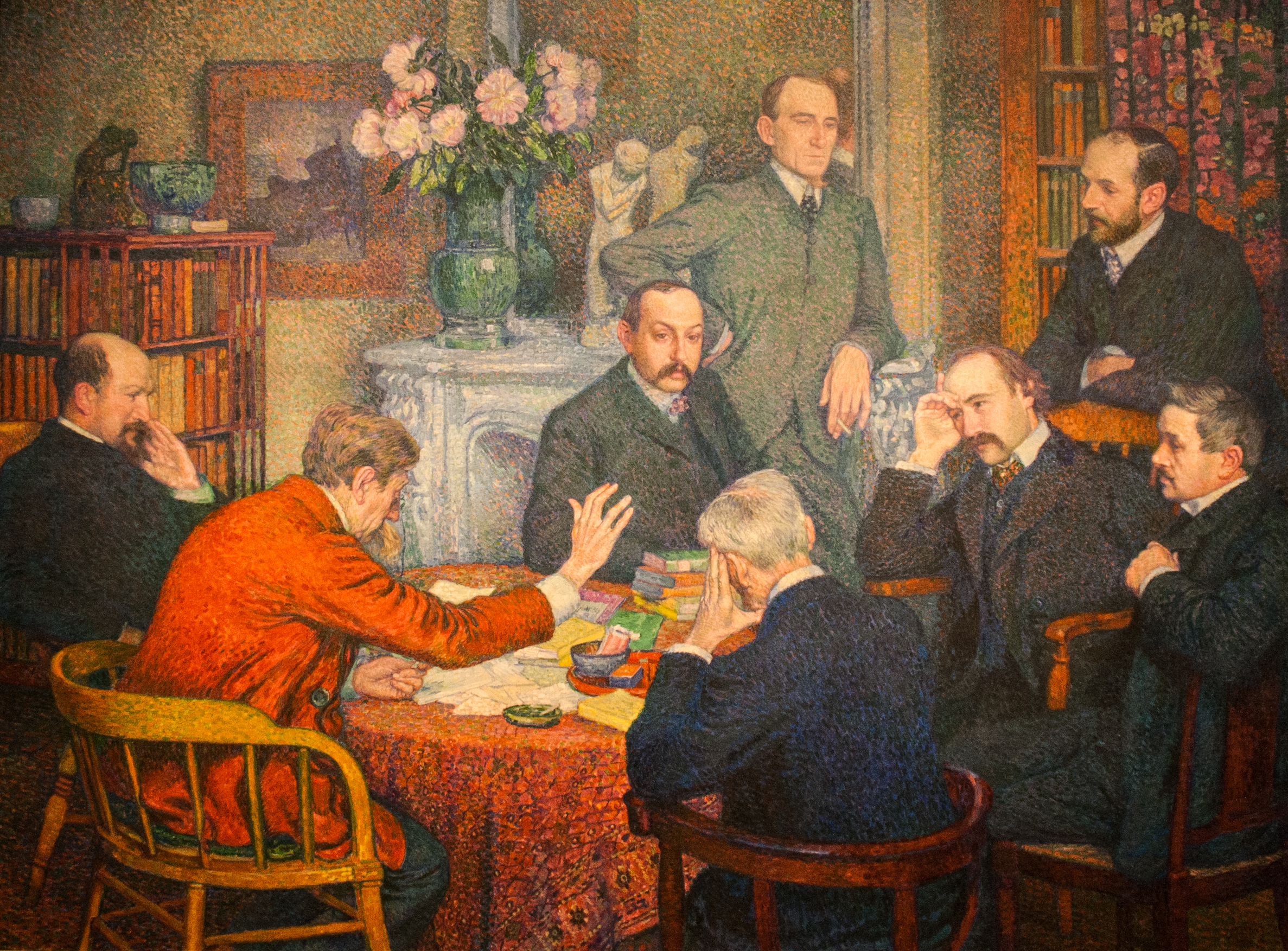
La lectura, 1903.

Después de 1903, su técnica puntillista, que había utilizado durante tantos años, se relajó y después de 1910 la abandonó por completo. Sus trazos se habían vuelto más largos y usaba con mayor frecuencia colores vivos y contrastes más intensos, o matices más suaves. Se había convertido en un maestro en la aplicación de la luz y el color en sus pinturas. Sus Olivos cerca de Niza (1905) nos recuerdan la técnica empleada por Vincent van Gogh. Estos trazos más largos en rojo y malva se vuelven prominentes en sus Damas bañistas bajo los pinos en Cavalière (1905)
Después de algunas prospecciones, recorriendo en bicicleta, junto con su amigo Henri-Edmond Cross, de la costa mediterránea entre Hyères y Mónaco, encontró un lugar interesante en Saint-Clair (donde ya residía Cross). Su hermano (y vecino), el arquitecto Octave van Rysselberghe, le construyó allí una residencia en 1911. A partir de entonces se retiró a la Costa Azul y se alejó cada vez más de la escena artística de Bruselas.
Aquí continuó pintando, en su mayoría paisajes de la costa mediterránea, retratos (de su esposa e hija, y de su hermano Octave). En 1910 recibió un pedido de unos grandes murales decorativos y composiciones florales para la residencia de la familia Nocard en Neuilly, Francia.
A partir de 1905, el desnudo femenino cobra protagonismo en sus monumentales pinturas: "Después del baño" (1910). Su cuadro Las viñas de octubre (1912) está pintado en vivos colores rojo, verde y azul. Una de sus últimas obras fue Chica en la bañera (1925).
Al final de su vida, también se dedicó a la escultura de retrato, como la Cabeza de André Gide.
Murió en Saint-Clair, Var, Francia el 14 de diciembre de 1926 y fue enterrado en el cementerio de Lavandou, junto a su amigo el pintor Henri-Edmond Cross.
Gran parte de las obras de uno de los más grandes pintores neoimpresionistas aún permanecen en colecciones privadas. Solo se pueden ver en raras ocasiones. Una ocasión fue la retrospectiva Théo van Rysselberghe en Bruselas y más tarde en La Haya entre febrero y septiembre de 2006. En noviembre de 2005, su obra Port Cette (1892) alcanzó un récord de 2,6 millones de euros en una subasta en Nueva York.
En 1931, su hija Élisabeth se casó con el novelista Pierre Herbart.

## Obra
Su obra se halla principalmente en los siguientes museos: 
- Musées royaux des Beaux-Arts de Belgique (Bruselas)
- Musée d'art moderne et d'art contemporain (Lieja)
  - Les sœurs du peintre Schlobach
- Musée des beaux-arts (Gante)
- Musée communal des beaux-arts (Ixelles)
- Kröller-Müller Museum (Otterlo)
- Musée d'Orsay (París)
- Musée de l'Annonciade (Saint-Tropez)
- Colección de Banque Dexia
- Musée royal des beaux-arts (Amberes)
- National Gallery Londres
  - Portrait de Marie Sèthe, 1891
- Museo del Prado Madrid
  - El pintor Darío de Regoyos tocando la guitarra[1]
- Museu Abelló, Mollet del Vallès

## Galería

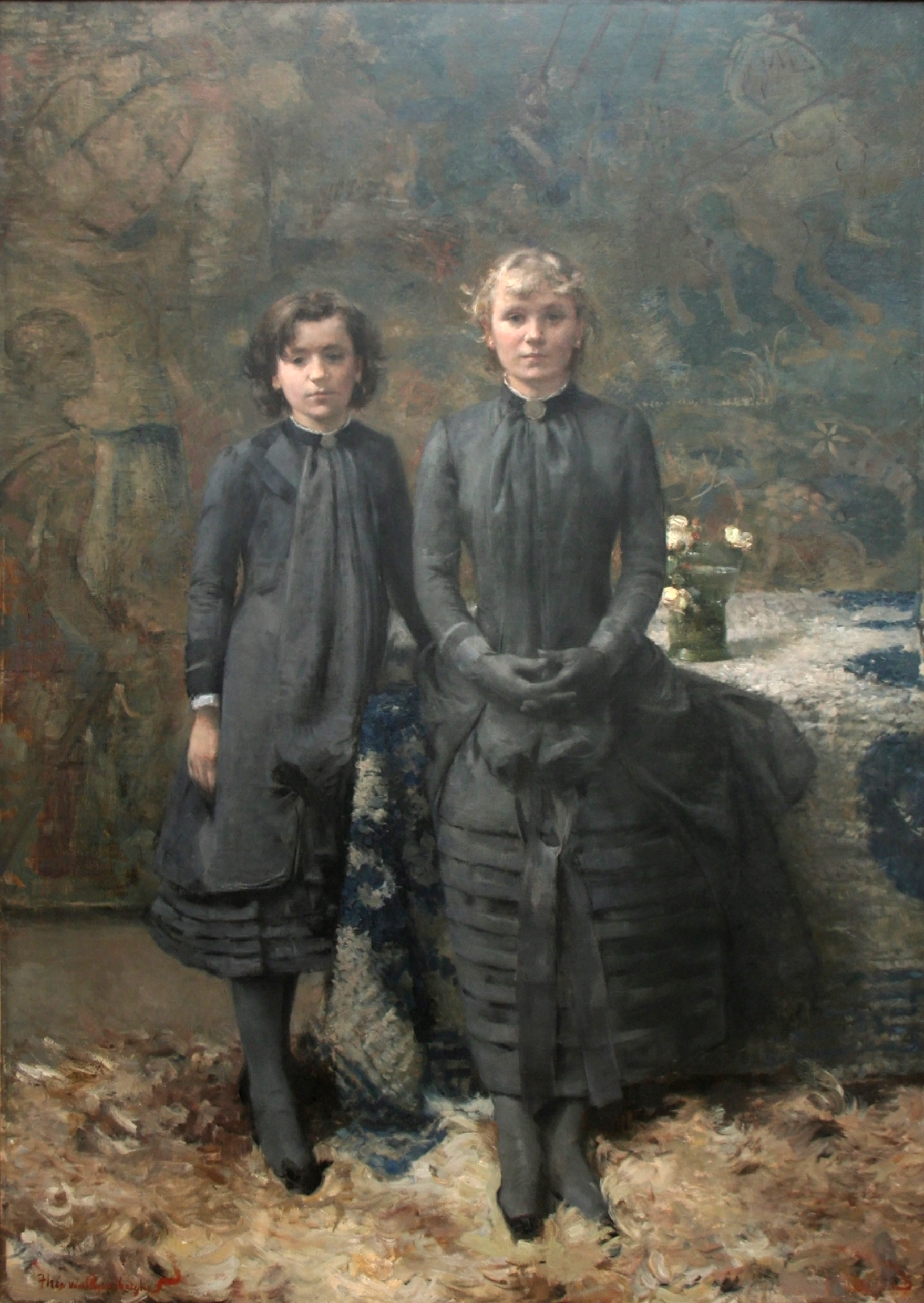
Les sœurs du peintre Schlobach (1884).
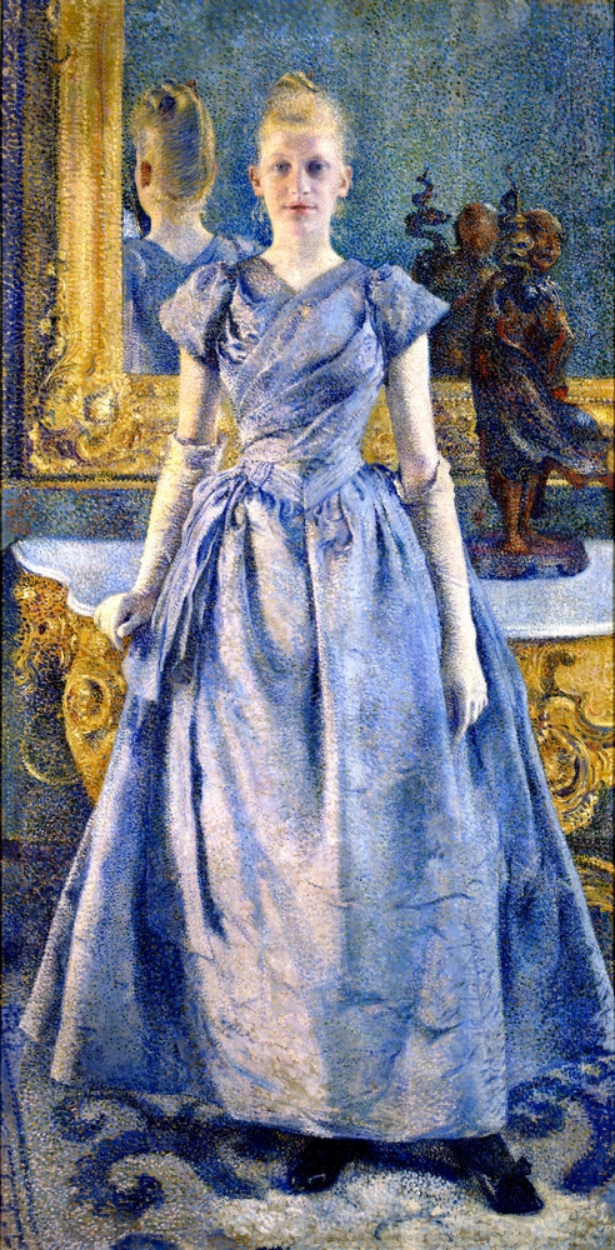
Alice Sèthe (1888).
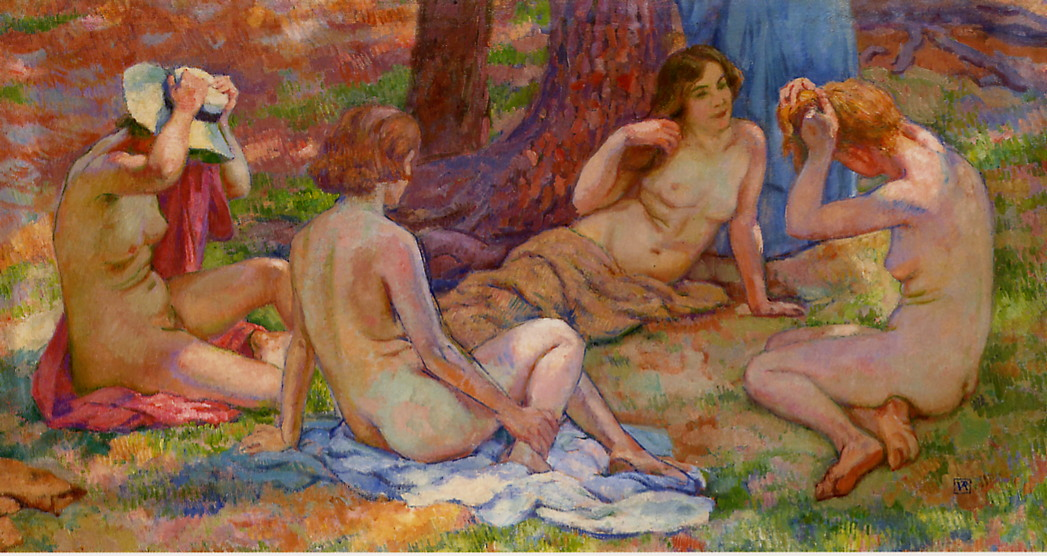
Quatre baigneuses.
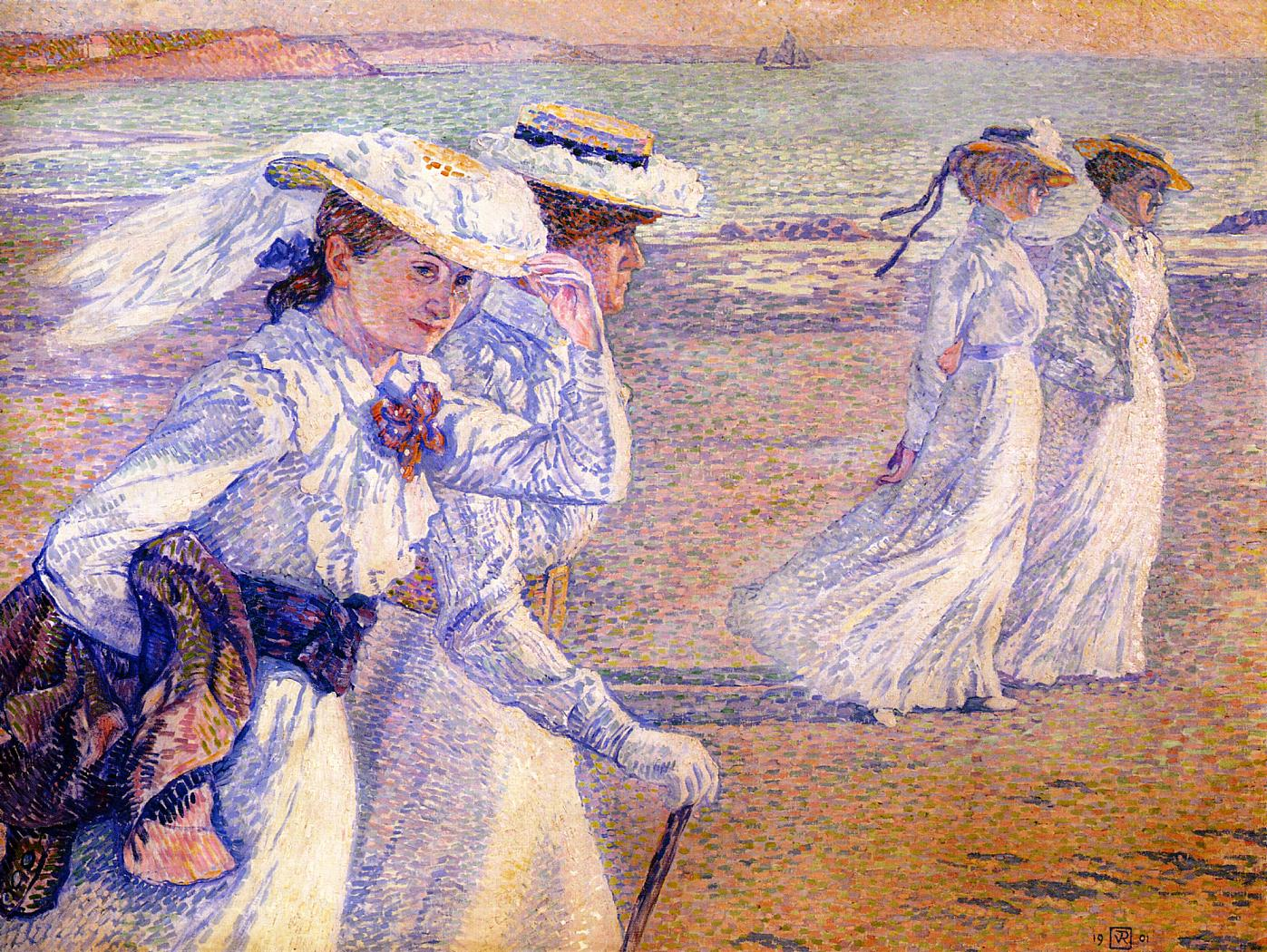
La promenade (1901).
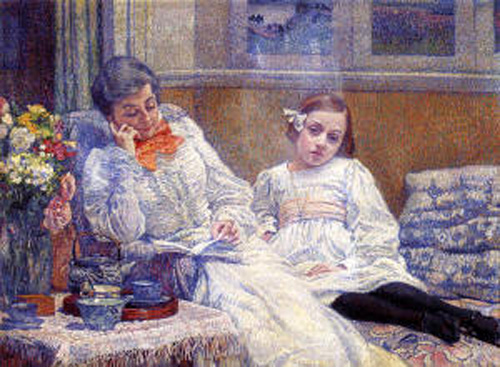
Madame Van Rysselberghe et sa fille.